# USS LST-452
O USS LST-452 foi um navio de guerra norte-americano da classe LST que operou durante a Segunda Guerra Mundial.